# Bennett Miller
Pour les articles homonymes, voir Miller.
Bennett Miller est un réalisateur américain né le 30 décembre 1966. 

## Biographie
Il sort diplômé de la Mamaroneck High School en 1985, où il est camarade de classe avec Dan Futterman.
Après le documentaire The Cruise (1998), il réalise son premier long métrage, qui sort en 2005. C'est une biographie de l'écrivain Truman Capote. Le film devient un grand succès, Philip Seymour Hoffman remportant notamment l'Oscar du meilleur acteur. Bennett Miller est quant à lui nommé pour l'Oscar du meilleur réalisateur, finalement remporté par Ang Lee pour Le Secret de Brokeback Mountain.
Son second long métrage, Le Stratège, sort en 2011. Brad Pitt y incarne Billy Beane, ancien manager général (« general manager » ou « GM ») de la franchise de baseball des Athletics d'Oakland. Le film reçoit de nombreuses nominations, notamment aux Oscars 2012 (meilleur film, meilleur acteur, etc.).
Pour son film suivant, Foxcatcher, il reste dans le milieu du sport. Cependant, le film revient surtout sur l’assassinat du champion olympique de lutte libre américain Dave Schultz. Le film est sélectionné au Festival de Cannes 2014 et Bennett Miller y reçoit le prix de la mise en scène. L'œuvre est un succès critique et Miller est à nouveau nommé aux Oscars en tant que meilleur réalisateur.
Il travaille ensuite à une adaptation du roman de Charles Dickens, Un chant de Noël, en collaboration avec le scénariste Tom Stoppard.
En Janvier 2025, il expose à la Galerie Gagosian, une série d'image générée par intelligence artificielle.

## Filmographie
- 1998 : The Cruise (documentaire)
- 2005 : Truman Capote (Capote)
- 2011 : Le Stratège (Moneyball)
- 2014 : Foxcatcher

## Distinctions

### Récompenses
- Berlinale 1999 : prix Wolfgang Staudte et mention spéciale du prix Don Quixote pour The Cruise[2]
- Gotham Independent Film Awards 2005 : meilleure révélation de l'année (réalisateur) et meilleur film pour Truman Capote
- Chicago Film Critics Association Awards 2006 : réalisateur le plus prometteur pour Truman Capote
- Festival du film de Hollywood 2011 : réalisateur de l'année pour Le Stratège
- Festival de Cannes 2014 : Prix de la mise en scène pour Foxcatcher
- Gotham Awards 2014 : Gotham Tribute
- Film Independent's Spirit Awards 2015 : Special Distinction Award pour Bennett Miller

### Nominations
- Satellite Awards 2005 : meilleur réalisateur pour Truman Capote[2]
- Dallas-Fort Worth Film Critics Association Awards 2005 : meilleur réalisateur (3e place) pour Truman Capote
- Oscars 2006 : meilleur réalisateur pour Truman Capote
- BAFA 2006 : meilleur réalisateur pour Truman Capote
- Berlinale 2006 : en compétition pour l'Ours d'or pour Truman Capote
- Chlotrudis Awards 2006 : meilleur réalisateur pour Truman Capote
- Directors Guild of America Awards 2006 : meilleur réalisateur pour Truman Capote
- Bodil 2007 : meilleur film américain pour Truman Capote
- Oscars 2015 : meilleur réalisateur pour Foxcatcher